# Maxomys hylomyoides
Maxomys hylomyoides (Robinson & Kloss, 1916) è un roditore della famiglia dei Muridi endemico dell'isola di Sumatra.

## Descrizione
Roditore di piccole dimensioni, con la lunghezza della testa e del corpo tra 114 e 132 mm, la lunghezza della coda tra 98 e 132 mm, la lunghezza del piede tra 17 e 19 mm e la lunghezza delle orecchie tra 28 e 31 mm.
La pelliccia è lunga, soffice e cosparsa dorsalmente di lunghe setole spinose. Il colore generale del corpo è grigio neutro.  La coda è lunga quanto la testa e il corpo, scura sopra e chiara sotto. Le femmine hanno un paio di mammelle pettorali, un paio post-ascellari e due paia inguinali.

## Biologia

### Comportamento
È una specie terricola.

## Distribuzione e habitat
Questa specie è endemica delle zone montane centrali e occidentali di Sumatra.
Vive nelle foreste primarie montane e muschiose, probabilmente anche in zone subalpine e boscaglie a circa 2.225 metri di altitudine.

## Conservazione
La IUCN Red List, considerato la mancanza di recenti informazioni sulle condizioni del proprio areale è sullo stato della popolazione, classifica M.hylomyoides come specie con dati insufficienti (DD).